# Hyperolius drewesi
Hyperolius drewesi é uma espécie de anfíbio anuros da família Hyperoliidae. Está presente em São Tomé e Príncipe. A UICN classificou-a como pouco preocupante.